# Eupithecia chrodna
Eupithecia chrodna là một loài bướm đêm trong họ Geometridae.